# 大平祥生
大平 祥生（日语：／ Oohira Shousei，2000年4月13日—）日本男性偶像。所屬經紀公司為LAPONE娱乐。偶像團體JO1的成員之一。於2019年的實境選秀節目「PRODUCE 101 JAPAN」中，以最終投票第四名成為偶像團體JO1的成員。

## 經歷
曾是EXPG京都校的一員。從高中休學，獨自前往美國學習舞蹈。返日後於通信制高中就學，並順利畢業。曾為EXPG STUDIO KYOTO組合「EXPG SWORD」的一員，並參與和EXILE、三代目J Soul Brothers所属成員小林直己合作的影像作品「Samurai Sword Dance Performance」。
2019年，參加實境選秀節目「PRODUCE 101 JAPAN」的演出。與川尻蓮、山田聡三人組成「UN backers」。最終以第四名成績成為JO1的成員，團體將在2020年3月4日正式出道。

## 演出作品

### 電視節目
- 《PRODUCE 101 JAPAN》（2019年9月26日 - 12月11日、TBS電視台/GYAO!（日语：GYAO!））

### 电影
- 烟囱小镇的波佩尔 - 聲音出演，2020年12月25日公映[7]
- OUT - 目黑修也，2023年11月17日公映[8]

### 電視動畫
- 群青的開場小號 - 聲音出演 （東 將基）（2022年4月-6月）

## 外部連結
- JO1官方網站的個人資料（页面存档备份，存于）
- PRODUCE101JAPAN官方網站的個人資料（页面存档备份，存于）